# Robin Olsen

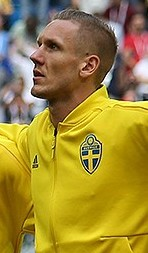
Olsen pela Seleção Sueca na Copa do Mundo de 2018.

Robin Olsen (Malmö, 8 de janeiro de 1990) é um futebolista sueco que atua como goleiro. Atualmente joga no Malmö e pela Seleção Sueca.

## Carreira
Robin Olsen esteve nos elencos da Seleção Sueca que disputou a Eurocopa de 2016, Eurocopa de 2020 e a Copa do Mundo de 2018.

## Títulos
Bunkeflo FF
- Quinta Divisão do Campeonato Sueco: 2010

IFK Klagshamn
- Quarta Divisão do Campeonato Sueco: 2011

Copenhagen
- Campeonato Dinamarquês: 2015–16, 2016–17
- Copa da Dinamarca: 2015–16, 2016–17

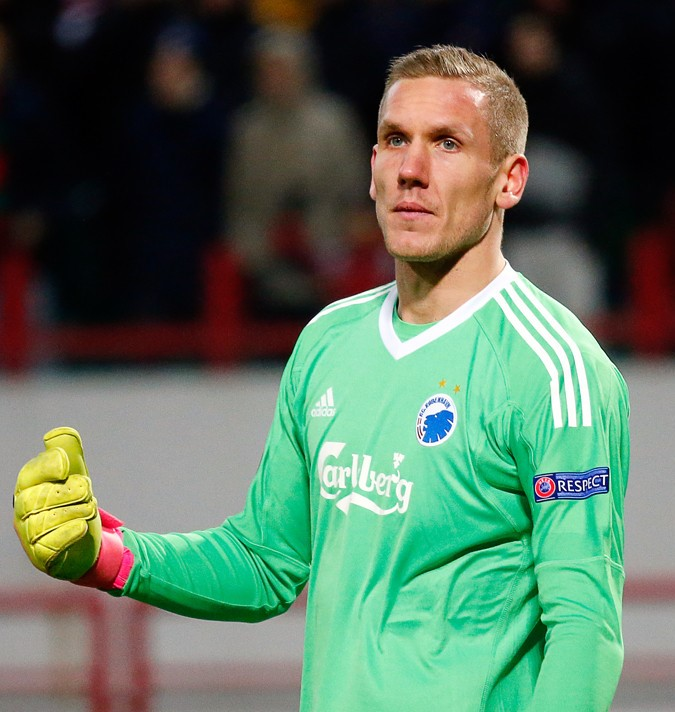
Robin Olsen pelo Copenhagen em 2017.

Malmö
- Campeonato Sueco: 2013, 2014
- Supercopa da Suécia: 2013

### Prêmios individuais
- Fotbollsgalan: 2016, 2017, 2018, 2019, 2020, 2021, 2022, 2023
- Melhor goleiro do Campeonato Sueco: 2014